# Big Rip

Uma animação de uma galáxia sujeita ao Big Rip

Big Rip, em português Grande Ruptura, é uma hipotese, apresentada inicialmente em 2003, que diz que se a expansão do universo atingir uma velocidade acima do nível crítico, causará o deslocamento de todos os tipos de matéria, e então as galáxias se isolariam, e depois de alguns bilhões de anos os próprios átomos se desintegrariam.
A chave desta hipótese é a quantidade de energia escura no Universo. Se o Universo contém suficiente energia escura, poderia terminar tendendo a uma desagregação de toda a matéria.
O valor chave é w, a razão (quociente) entre a pressão da energia escura e sua densidade energética, variável fundamental nas equações de estado do universo e seu comportamento no futuro. Para w ←1, o Universo acabaria por se desagregar. Primeiro, as galáxias se separariam entre si, logo a gravidade seria demasiadamente fraca para manter integrada cada galáxia. Aproximadamente três meses antes do "fim", os sistemas solares perderiam sua coesão gravitacional. Nos últimos minutos, se dissipariam estrelas e planetas, os átomos e mesmo os bárions (formados pelos quarks) não compensariam com suas interações internas a expansão do universo e seriam destruídos uma fração de segundo antes do "fim do tempo".
Diferentemente do Big Crunch, na qual tudo se condensa em um só ponto, no Big Rip o Universo se converterá em partículas subatômicas mínimas dispersas que permaneceriam para sempre separadas, sem coesão gravitacional nem energia alguma. Por essa razão, diz-se que ocorreria a morte do tempo, já que nada aconteceria e o tempo pareceria sempre estagnado.
Os autores desta hipótese, entre eles Robert Caldwell do Dartmouth College, calculam que o fim do Universo, tal como conhecemos, ocorreria em aproximadamente 3,5 × 1010 anos (35 bilhões de anos) depois do Big Bang. Como o universo atual possui cerca de 14 bilhões de anos, restam aproximadamente 2,1 × 1010 anos (21 bilhões de anos).